# Roger Aguerre
Pour les articles homonymes, voir Aguerre.
Pas d'image ? Cliquez ici

a Compétitions nationales et continentales officielles uniquement.

b Matchs officiels uniquement.
Dernière mise à jour le 3 janvier 2023.
Roger Aguerre (né le 13 mars 1957 à Mauléon) est un joueur français de rugby à XV, qui a joué avec l'équipe de France au poste de demi d’ouverture (1,83 m pour 77 kg).

## Biographie
Roger Aguerre est employé de la Caisse d'épargne durant sa vie.

### Carrière de joueur

#### En club
Il commence sa carrière de joueur au Sport athlétique mauléonais, le club de sa ville de naissance, en 1974.
C'est à partir de 1976 qu'il rejoint le Biarritz olympique. Pendant ses années avec le BO, il devient international avec le XV de France.
À partir de 1981, il rejoint l'AS Montferrand, mais là-bas il n'est pas épargné par les blessures. Il dispute néanmoins une finale, perdue face au Racing Rugby Club de Nice, de Challenge Yves du Manoir en 1985. Mais ne joue pas celle de l'année suivante, remporté face au FC Grenoble en 1986. Il fait son départ de Montferrand à la fin de cette saison, après 102 matchs joués pour 637 points inscrits.
De retour dans son premier club du SA Mauléon, il n'y reste que pour la saison 1986-1987. Puis signe pour un autre club basque : le Saint-Jean-de-Luz olympique rugby, où il joue jusqu'en 1990.

#### En équipe nationale
Le XV de France le sélectionne pour disputer un match du Tournoi des Cinq Nations 1979 le 17 mars 1979 contre l'équipe d'Écosse, il inscrit un drop et une pénalité soit 6 points, il connaît également deux autres sélections non officielles.

### Carrière d'entraîneur
Après sa carrière sportive, Roger Aguerre entraîne dans les catégories de jeunes du Biarritz olympique, il a notamment entraîné Maxime Lucu. C'est dans ce même club qu'il a connu Federico Martín Aramburú, ils sont devenus proches et Roger Aguerre lui a rendu hommage à la suite de son décès.
Il rejoint le staff de l'AS Bayonne à partir de la saison 2019-2020, club évoluant en Fédérale 3, en qualité d'entraîneur des arrières.

## Palmarès
- Sélection en équipe nationale : 1 (+ 2 non officielles)

### Avec le SA Mauléon
- Coupe Frantz-Reichel :
  - Finaliste (1) : 1975

### Avec l'AS Montferrand
- Challenge Yves du Manoir :
  - Vainqueur (1) : 1986 (ne joue pas la finale)
  - Finaliste (1) : 1985

### Avec Saint-Jean de Luz
- Championnat de France de première division groupe B :
  - Champion (1) : 1987[réf. nécessaire]